# Tommy Sugiarto
Tommy Sugiarto (Giacarta, 31 maggio 1988) è un giocatore di badminton indonesiano.

## Palmarès

### Mondiali
- 1 medaglia:
  - 1 bronzo (Copenaghen 2014 nel singolare)

### Thomas Cup
- 2 medaglie:
  - 1 argento (Kunshan 2016)
  - 1 bronzo (New Delhi 2014)

### Giochi del Sud-Est asiatico
- 2 medaglie:
  - 2 ori (Vientiane 2009 a squadre; Giacarta 2011 a squadre)

### Universiadi
- 1 medaglia:
  - 1 bronzo (Bangkok 2007)